# Сурибати
Сурибати (яп. 摺鉢山, «гора-ступа») — действующий вулкан высотой 169 м на острове Иводзима, который входит в группу островов Бонин в префектуре Токио, Япония.
Во время битвы за Иводзиму в 1945 году выполнял функции японского укрепрайона. Прославился поднятием на нём флага США, что отображено на всемирно известной фотографии Джо Розенталя «Водружение флага над Иводзимой» и в фильме Клинта Иствуда «Флаги наших отцов». Так же Иствуд снял фильм «Письма с Иводзимы», где показал битву за Сурибати глазами японских солдат.